# Langebro
Langebro est un pont basculant pour les voitures, les vélos et les piétons située à dans le centre-ville de Copenhague. 
Il relie le boulevard H.C. Andersens venant du centre-ville historique de Indre By à l'île d'Amager.